# Hättjärnen, Västmanland
Hättjärnen är en sjö i Nora kommun i Västmanland och ingår i Norrströms huvudavrinningsområde.